# Okręgi wyborcze na Malcie
Dla celów niesamorządowych Malta jest podzielona na okręgi. Trzy główne typy takich okręgów – statystyczne, wyborcze na szczeblu krajowym oraz policyjne – nie mają głównych skutków administracyjnych, ponieważ rady lokalne tworzą pierwszy poziom – ponadto jedyny poziom administracyjny – podziału kraju.
W jednoizbowym parlamencie Malty istnieje obecnie 13 okręgów wyborczych. Każdy składa się z pewnej liczby miejscowości (chociaż nie ma wymogu, aby granice wyborcze były zgodne z granicami miejscowości):

## Okręg 1
- Il-Belt Valletta
- Il-Furjana
- Il-Ħamrun
- Il-Marsa
- Tal-Pietà (w tym Gwardamanġa)
- Santa Venera

## Okręg 2
- Il-Birgu
- L-Isla
- Bormla
- Ħaż-Żabbar (w tym St. Peter's)
- Il-Kalkara
- Ix-Xgħajra
- Il-Fgura (teren Tal-Gallu)

## Okręg 3
- Iż-Żejtun
- Ħal Għaxaq
- Marsaskala
- Marsaxlokk

## Okręg 4
- Il-Fgura (tereny Mater Boni Consigli i Tal-Liedna)
- Il-Gudja
- Paola
- Santa Luċija
- Ħal Tarxien

## Okręg 5
- Birżebbuġa
- Ħal Kirkop
- L-Imqabba
- Ħal Farruġ
- Il-Qrendi
- Ħal Safi
- Iż-Żurrieq (w tym Bubaqra)

## Okręg 6
- Ħal Luqa
- Ħal Qormi
- Is-Siġġiewi

## Okręg 7
- Ħad-Dingli
- L-Imġarr
- L-Imtarfa
- Ir-Rabat (w tym Il-Baħrija i Tal-Virtù)
- Ħaż-Żebbuġ

## Okręg 8
- Birkirkara (w tym Fleur-de-Lys i część Swatar)
- L-Iklin
- Ħal Lija
- Ħal Balzan

## Okręg 9
- Ħal Għargħur
- L-Imsida (w tym część Swatar)
- San Ġwann (w tym Il-Kappara)
- Is-Swieqi (w tym Tal-Ibraġ i Il-Madliena)
- Ta’ Xbiex

## Okręg 10
- Il-Gżira
- Pembroke
- San Ġiljan (w tym Paceville)
- Tas-Sliema
- In-Naxxar (tereny San Pawl tat-Tarġa, Birguma, Magħtab i Salina)
- Baħar iċ-Ċagħaq

## Okręg 11
- Ħ'Attard
- L-Imdina
- Il-Mosta
- Burmarrad

## Okręg 12
- Il-Mellieħa (w tym Il-Manikata)
- In-Naxxar
- San Pawl il-Baħar

## Okręg 13
Okręg obejmuje wyspy Gozo i Comino:
- Ir-Rabat (Victoria)
- Il-Fontana
- Għajnsielem (w tym Comino)
- L-Għarb
- L-Għasri
- Ta’ Kerċem (w tym Santa Luċija)
- Il-Munxar
- Ix-Xlendi
- In-Nadur
- Il-Qala
- San Lawrenz
- Ta’ Sannat
- Ix-Xagħra
- Ix-Xewkija
- Iż-Żebbuġ (w tym Marsalforn)